# Jacob Lensky
Jacob Lensky (ur. 16 grudnia 1988 w Vancouver) czeski piłkarz kanadyjskiego pochodzenia, grający na pozycji pomocnika. Gra z numerem 26. 4 września 2006 roku podpisał swój pierwszy zawodowy kontrakt z Feyenoordu, który zaczął obowiązywać od 1 stycznia 2007. Wcześniej był zawodnikiem Celticu Glasgow. W Celticu, Lensky trenował głównie z zespołami młodzieżowymi, jednak po przejściu do Feyenoordu, ówczesny trener Erwin Koeman zabrał go na zgrupowanie do Turcji gdzie przygotowywał się do rundy rewanżowej Eredivisie z pierwszym zespołem Feyenoordu. Niedługo potem zadebiutował w Eredivisie w meczu przeciwko FC Twente. W sierpniu 2008 zakończył karierę z powodów rodzinnych. Rok później postanowił wznowić karierę i 16 lipca 2009 podpisał kontrakt z FC Utrecht.
5 listopada 2009 roku zrezygnował z gry dla reprezentacji Kanady na rzecz występów w reprezentacji Czech do lat 21.